# USS Paragould (PC-465)
USS Paragould (PC-465) – ścigacz okrętów podwodnych o stalowym kadłubie, służący w United States Navy w czasie II wojny światowej.
Stępkę jednostki położono 19 sierpnia 1941 w firmie George Lawley & Son Corp., Neponset, Massachusetts. Został zwodowany 28 marca 1942, matką chrzestną była Edna Tamm. Wszedł do służby w Bostonie 25 maja.
W czasie dziewiczej podróży z Bostonu do Norfolk „Paragould” pełnił rolę eskorty ZOP konwoju. Następnie z Norfolk zapewnił eskortę drugiemu konwojowi, tym razem płynącemu do zatoki Guantanamo.
W sierpniu „Paragould” pełnił służbę patrolową i eskortową pomiędzy Coco Solo, Panamą i zatoką Guantanamo. Odwiedził także kilka portów Ameryki Środkowej i Południowej. Po krótkim przeglądzie w Key West w czerwcu 1943 wznowił swoją służbę eskorty konwoju na Karaibach.
Ścigacz przeszedł poważny przegląd w Key West w czasie lata 1944 przygotowujący go do przejścia do Pearl Harbor. 6 grudnia zgłosił się do dowódcy Hawaiian Sea Frontier i natychmiast został przydzielony do służby eskortowej w konwojach między wyspami oraz służby patrolowej. W styczniu i lutym 1945 eskortował konwoje, najdalej do wyspy canton, docierał do Palmyry, Fanning i Wysp Bożego Narodzenia.
Następnie został przydzielony do operacji prowadzony w pobliżu Eniwetok i od maja do sierpnia pełnił służbę patrolową i eskortową oraz polował na jednostki wroga. „Paragould” przeszedł do Kwajalein 19 sierpnia, ale służył tam tylko przez krótki czas zanim wrócił do Stanów Zjednoczonych.
„Paragould” został wycofany ze służby, umieszczony w rezerwie i zakotwiczony w Green Cove Springs na Florydzie w 1946. Został skreślony z listy okrętów floty 1 lipca 1960. Przekazany Wenezueli w kwietniu 1961 służył jako „Pulpo” (P-7).